# Акцидентне складання
Акцидентне складання, акциденція — поліграфічне відтворення малих форм, афішно-плакатних форм, титульних книжкових форм.
До малих поліграфічних форм відносяться бланки, атестати, грамоти, програми, ярлики і т. д; до афішно-плакатних — афіші, плакати, оголошення й ін. Акцидентне складання титульних книжкових форм включає відтворення обкладинок, суперобкладинок, різних титулів, заставок, кінцівок, колонтитулів й ін. При акцидентному широко користуються машинним складанням усього оригіналу або його окремих частин.